# Borje (Czarnogóra)
Borje (cyr. Борје) – wieś w Czarnogórze, w gminie Žabljak. W 2011 roku liczyła 49 mieszkańców.